# 2012년 캐리비안 시리즈
2012년 캐리비안 시리즈(Caribbean Series 2012)는 라틴 아메리카의 프로 야구 대회로 2012년 2월 도미니카 공화국 산토도밍고에서 개최될 예정이다.

## 개요
- 대회 일시: 2012년 2월
- 대회 장소: 도미니카 공화국 산토도밍고
- 주관 : 도미니카 윈터 베이스볼 리그
- 협력 : 푸에르토리코 베이스볼 리그, 멕시칸 퍼시픽 리그, 베네수엘라 프로페셔널 베이스볼 리그

## 출전팀
| 리그                                | 출전팀          | 자격                                            | 구단 위치       |
| ----------------------------------- | --------------- | ----------------------------------------------- | --------------- |
| 도미니카 윈터 베이스볼 리그         | 도미니카 공화국 | 2012년 도미니카 윈터 베이스볼 리그 우승         | 도미니카 공화국 |
| 멕시칸 퍼시픽 리그                  | 멕시코          | 2012년 멕시칸 퍼시픽 리그 우승                  | 멕시코          |
| 푸에르토리코 베이스볼 리그          | 푸에르토리코    | 2012년 푸에르토리코 베이스볼 리그 우승          | 푸에르토리코    |
| 베네수엘라 프로페셔널 베이스볼 리그 | 베네수엘라      | 2012년 베네수엘라 프로페셔널 베이스볼 리그 우승 | 베네수엘라      |

| 2012년 캐리비안 시리즈 우승 |
| --------------------------- |
| 레오네스 델 에스코기도      |
| x 번째 우승                 |